# Катеринівська волость (Єлисаветградський повіт)
Катеринівська волость — історична адміністративно-територіальна одиниця Єлизаветградського повіту Херсонської губернії із центром у селі Катеринівка.
Станом на 1886 рік складалася з 12 поселень, 12 сільських громад. Населення — 3432 особи (1741 чоловічої статі та 1691 — жіночої), 430 дворових господарств.
|                     | Площа, десятин | У тому числі орної, дес. |
| ------------------- | -------------- | ------------------------ |
| Сільських громад    | 2056           | 1340                     |
| Приватної власності | 28058          | 8957                     |
| Казенної власності  | —              | —                        |
| Іншої власності     | —              | —                        |
| Загалом             | 30114          | 10297                    |

Основні поселення волості:
- Катеринівка — колишнє власницьке село при річці Мала Корабельна за 90 верст від повітового міста, 475 осіб, 83 дворових господарства.
- Воєводське (Акацатова, Корабельна) — колишнє власницьке село при річці Корабельна, 464 особи, 74 дворових господарства, лавка, паровий млин, винокурний завод.
- Михайлівка — колишнє власницьке село при балці Мала Корабельна й ставкові, 455 осіб, 83 дворових господарств, паровий млин.
- Орлове Поле — колишнє власницьке містечко при балці Мала Корабельна й ставкові, 159 осіб, 27 дворових господарств, єврейський молитовний будинок, 2 лавки, базари по неділях.

Наприкінці 1880-х років волость розформовано.